# Rama-III.-Brücke
Die Rama-III.-Brücke (thailändisch สะพานพระราม 3, weitere Namen: „Neue Krungthep-Brücke“ – สะพานกรุงเทพใหม่ oder „Krungthep-Brücke Nr. 2“ – สะพานกรุงเทพ 2) ist eine Brücke über den Mae Nam Chao Phraya (Chao-Phraya-Fluss) in Bangkok, der Hauptstadt von Thailand. Sie führt vom Bezirk (Khet) Bang Kho Laem nach Thonburi und verläuft parallel zur 1959 eröffneten Krungthep-Brücke.
Die Bauarbeiten wurden am 1. Oktober 1996 aufgenommen und dauerten bis in den Oktober 1999. Es wurden dabei rund 75.000 Kubikmeter Beton verwendet. Die feierliche Eröffnung fand am 30. März 2000 statt.
Die Rama-III.-Brücke ist als freitragende Hohlkastenbrücke angelegt und besitzt sechs Spuren für den Autoverkehr. Die Länge der Hauptbrücke beträgt 2.170 Metern, ihre Breite beträgt 23 Meter und die lichte Höhe ist 32 Meter. Zusammen mit den Auffahrten in Thonburi und Bang Kho Laem ist die Brücke 4.271 Meter lang. Die Spannweite des Hauptfeldes beträgt 226 m.
Gebaut wurde die Brücke von einer Arbeitsgemeinschaft bestehend aus Ed. Züblin, Wayss & Freytag und Sino-Thai Engineering & Construction Co. Ltd.